# Vulture
Vulture (zapisywane często jako VULTURE) – amerykański internetowy magazyn założony w 2007 roku, jako dział magazynu New York, poświęcony rozrywce: wiadomościom, wywiadom i prezentacjom ze świata muzyki, filmu, rynku księgarskiego i recenzjom.
Sloganem magazynu jest „devouring culture” („pożeranie/pochłanianie kultury”).

## Historia i profil
Serwis Vulture został założony w 2007 roku jako nowojorska witryna poświęcona rozrywce i kulturze, z akcentem na podsumowania telewizyjne i ogólne wiadomości z Hollywood. Vulture, założony jako dział NYmag.com, dołączył do innych jego codziennych ofert, takich jak blog kulinarny Grub Street i Daily Intel. Kierowanie serwisem zostało powierzone Melissie Maerz, pracującej wcześniej w magazynie Spin oraz Danowi Koisowi, niezależnemu pisarzowi i byłemu dyrektorowi ds. rozwoju w Scott Rudin Productions. Z czasem Vulture rozszerzył swoją ofertę stając się serwisem oferującym użytkownikom kompleksową relację z telewizji, filmów, muzyki, sztuki, książek, teatru, komedii, podcastów i innych mediów.
W 2010 roku Vulture został przekształcony w samodzielny magazyn internetowy, Vulture.com, będący miejscem dla krytyki, komentarzy, wiadomości i sumowania ocen nowojorskich blogerów i krytyków. Jego działalności miał przyświecać slogan: „devouring culture” („pożeranie/pochłanianie kultury”). 
W lutym 2012 roku Vulture, jako samodzielny serwis rozrywkowy, został przeniesiony do własnej domeny internetowej pozostając nadal głęboko zintegrowany z magazynem New York; w styczniu zanotował ponad 4 miliony unikalnych użytkowników miesięcznie. W marcu jego redaktor, Josh Wolk ogłosił, że do serwisu dołączają Jessica Grose i Gilbert Cruz, odpowiednio jako zastępca redaktora i starszy redaktor. W 2014 roku Gilbert Cruz zastąpił Josha Wolka na stanowisku redaktora naczelnego Vulture, który w pierwszym kwartale tego roku notował przeciętnie 7,7 miliona unikalnych użytkowników miesięcznie. W 2015 roku kolejnym redaktorem naczelnym Vulture został Neil Janowitz, pracujący przedtem jako asystent redaktora zarządzającego EW.com.
W marcu 2018 roku New York Media (wydawca magazynu New York i Vulture) przejął od Awl Network serwis komediowo-newsowy Splitsider. Warunki transakcji nie zostały ujawnione. New York Media zaplanował połączenie Splitsidera (działającego od 2010 roku) z Vulture.com w ramach nowej sekcji komediowej. Oficjalna promocja Vulture Comedy miała miejsce 21 maja.
We wrześniu 2019 roku New York Media, dotychczasowy właściciel magazynu New York, został zakupiony przez przedsiębiorstwo Vox Media.
W 2023 roku redakcja Vulture postanowiła zapełnić pustkę w dziedzinie doceniania akcji kaskaderskich w kinie, przygotowując pierwszą edycję swoich nagród Stunt Awards (Nagród Kaskaderskich), będących uhonorowaniem najlepszych i najbłyskotliwszych filmów akcji (i akcji w filmach), jakie były prezentowane w poprzednim roku.

## Vulture Festival
W 2014 roku zainaugurowany został Vulture Festival, na który złożyły się panele na żywo i wywiady w konwencji jeden na jednego z twórcami i aktorami z popularnych programów telewizyjnych, filmów i podcastów.  W 2017 roku festiwal, według Pam Norwood, szefowej zespołu ekspertów magazynu New York, potroił liczbę imprez od czasu swego powstania i sprzedał dwa razy więcej karnetów Vulture niż w 2016 roku. W 2017 roku poszerzono zakres festiwalu o różnorodne wydarzenia interaktywne, związane z programami telewizyjnymi.

## Vulture w serwisach agregujących
Recenzje filmowe Vulture są cytowane w serwisie agregującym recenzje, Metacritic natomiast klasyfikacje albumów muzycznych w Album of the Year.